# Mesostoa kerri
Mesostoa kerri är en stekelart som beskrevs av Austin och Robert A.Wharton 1992. Mesostoa kerri ingår i släktet Mesostoa och familjen bracksteklar. Inga underarter finns listade i Catalogue of Life.